# بغله

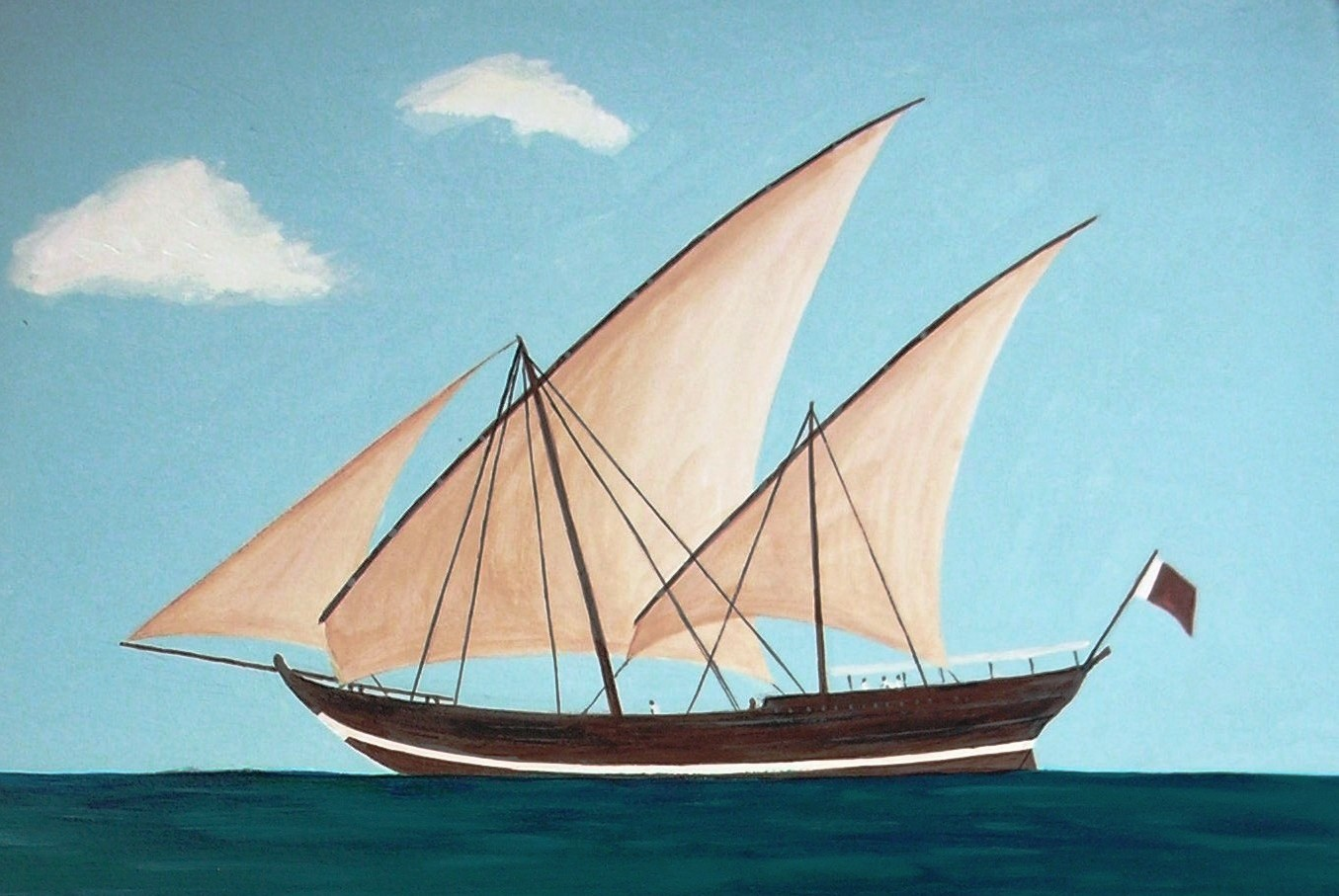
شمایی از یک بغله.

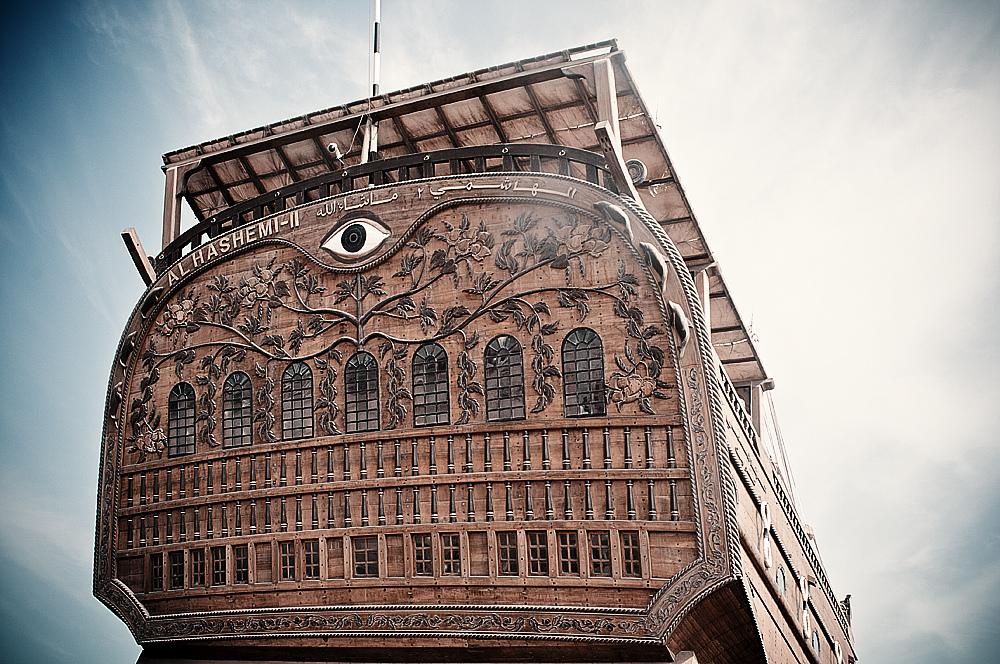
پاشنه کنده‌کاری‌شده یک بغله در کویت.

بَغَله (در عربی: بَغْله) گونه‌ای از لنج است که بیشتر در خلیج فارس ساخته می‌شود. این جهاز بزرگ در کرانه‌های جنوبی ایران ازجمله در بندر کُنگ و در کشورهای عربی خلیج فارس ساخته می‌شود. نام «بغله» در زبان عربی به معنای «قاطر» است.

## شرح

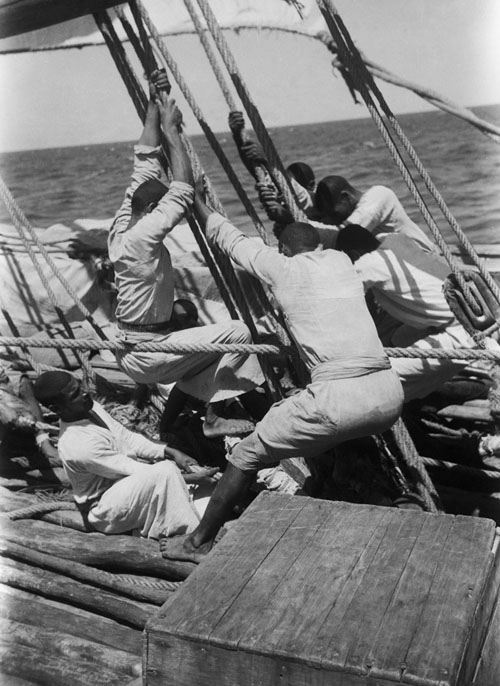
بغله نیاز به جاشوان زیادی دارد

قایق‌های بغله سینه‌ای خمیده دارند و پاشنه و اتاقک‌های پشتی آن‌ها حکاکی شده‌است. طول متوسط این شناورها ۱۰۰ فوت (۳۰ متر) است با وزن متوسط ۲۷۵ تن. بغله‌ها معمولاً دو دَکَل دارند که دو تا سه بادبان سه‌گوش به آن‌ها متصل است. بادبان‌های تکمیلی نیز اغلب بر روی دیرک سینه و همچنین در بالای دکل اصلی اضافه می‌شود. بغله به عنوان یک کشتی بزرگ و سنگین به دست‌کم ۳۰ تا ۴۰ جاشو نیاز دارد.
غَنجه یا کوتیه نوع مشابهی از شناور است که معمولاً تشخیص آن از بغله دشوار است.

## پیشینه
بغله‌ها در سده‌های گذشته به عنوان کشتی‌های بازرگانی در اقیانوس هند و دریاهای کوچک اطراف شبه‌جزیره عربستان به‌طور گسترده کاربرد داشتند. دریانوردان عرب و ایران با بغله به سمت شرق به سند، هند و تا خلیج بنگال و فراتر از آن تا جزایر ادویه رسیدند. بغله‌ها در سمت جنوب غربی به سواحل شرق آفریقا می‌رسیدند. آن‌ها یکی از انواع کشتی‌های اصلی مورد استفاده تاجران مستعلیه بودند.
در اوایل قرن نوزدهم، این کشتی‌ها بخشی از ناوگان دزدان دریایی بودند که از بندرهای نیمه‌مستقل یا کاملاً مستقل در ایران یا در امتداد شبه‌جزیره عربستان فعالیت می‌کردند.
در جریان سده نوزدهم که نیروی دریایی پادشاهی بریتانیا می‌کوشید مانع از تجارت برده در اقیانوس هند شود، ناخدا جی. ال سالیوان بغله را پرشمارترین گونه از لنج‌ها در منطقه نامید.
در شرایط مساعد، بغله می‌توانست تا ۹ گره دریایی  سرعت بگیرد، اما این کشتی مانورپذیری زیادی نداشت و در قرن بیستم نوعی از لنج به نام بوم جای آن را گرفت.